# Холмс, Джон Клеллон
Джон Клеллон Холмс (англ. John Clellon Holmes, 12 марта 1926 — 30 марта 1988), родившийся в Холиоке, Массачусетс, был писателем, поэтом и профессором, но наибольшую известность ему принес роман 1952 года «Марш!». «Марш!» считается первым романом «поколения битников» и отражает события жизни Холмса и его друзей Джека Керуака, Нила Кэссиди и Аллена Гинзберга. Его часто относили к «тихим битникам», он был близким другом Керуака. Он также написал роман «The Horn», который считается выдающимся джазовым романом поколения битников.

## Биография
Холмс был скорее наблюдателем и исследователем таких писателей-битников как Гинзберг, Кэссиди и Керуак, чем одним из них. Он просил Гинзберга о «любой возможной информации о твоей поэзии и твоих взглядах» (незадолго до госпитализации Гинзберга), утверждая, что «Мне так же интересно все, что ты пожелаешь сказать… о Ниле, Ханке, Люсьене по отношению к тебе…» (подразумеваются Герберт Ханке и Люсьен Карр), на что Гинзберг ответил 11-страничным письмом, описывающим так подробно, как он мог, природу «глубинного видения».
Изначально обозначение «битый» применительно к поколению было использовано Джеком Керуаком, который сказал Холмсу «Ты знаешь, это действительно разбитое поколение». Позже, когда Холмс опубликовал 16 ноября 1952 г. в «Нью-Йорк таймс» статью, озаглавленную «Это — разбитое поколение» (англ. «This Is the Beat Generation»), этот термин стал общеупотребительным. В статье Холмс приписывает термин Керуаку, который позаимствовал идею у Герберта Ханке. Холмс пришёл к выводу, что ценности и амбиции разбитого поколения были символом чего-то большего, что вдохновило его на написание романа «Марш!».
Позднее Холмс преподавал в Университете Арканзаса, читал лекции в Йеле и проводил семинары в Брауновском университете. Он умер от рака в 1988, спустя 18 дней после 62-го дня рождения.

## Дополнительные ссылки
- Джон Холмс. «This Is the Beat Generation» (англ.). Нью-Йорк таймс (16 ноября 1952). — статья Холмса. Дата обращения: 8 июля 2009. Архивировано 3 апреля 2012 года.
- John Clellon Holmes, Recordings, 1949-1951 and 1968 (англ.). — аудиозаписи Холмса. Дата обращения: 8 июля 2009. Архивировано 3 апреля 2012 года.
- John Clellon Holmes, Papers, 1959-68 (англ.). — бумаги Холмса из университета Кента. Дата обращения: 8 июля 2009. Архивировано 3 апреля 2012 года.